# طيبة النشر في القراءات العشر
«طيبة النشر في القراءات العشر» هي منظومة ألفية لابن الجزري في القراءات العشر الكبرى جمع فيها الإمام ابن الجزري ما اختلف فيه القراء وماورد عنهم من أصح الطرق التي انتقاها، عدد أبياتها (1014) بيتاً.، على بحر الرجز (مستفعلن ست مرات), وسمّي بذلك لتقارب أجزائه، وقلّة حروفه. قال «ابن سيده أبو الحسن علي بن إسماعيل» ت 458 هـ: «الرجز: شعر ابتداء أجزائه: سببان، ثمّ «وتد» وهو وزن يسهل في السمع، ويقع في النّفس».

## تعريف بالمنطومة وأهميتها
طيبة النشر ألفية تناول فيها ابن الجزري مذاهب القراء العشرة أصولاً وفرشاً، واستهلها بمقدمة في مبادئ علم القراءات، وابتدأها بقوله:
وقال أيضًا:
وختمها بقوله:
وعندما ألّف ابن الجزري كتاب «النشر» واستقاه من أمهات المصادر الأصيلة في علم القراءات، وضمّن فيه قراءات الأئمة العشرة، ورواتهم المشهورين المذكورين في الشاطبيّة والدّرة، وتوسّع في الطرق وفصّلها في نشره تفصيلاً؛ عنّ له أن ينْظم هذا السفر الجليل في نظم أصيل، يقتصر فيه على صحيح النقول، وفصيح الأقوال، فنظم بذلك منظومة يسيرة أطلق عليها «طيبة النشر في القراءات العشر» ولقد اقتفى فيها أثر الشاطبي في استخدام مصطلحات الكتاب ليسهل على كلّ طالب استحضار قواعد هذا الفن، وتحصيل مسائله، وهي قليلة الألفاظ كثيرة المعاني، جمع فيها طرق القراء ورواياتهم، واعتمد ما في الشاطبية، وكتاب التيسير لأبي عمرو الداني، وزاد عليهما الضعف من القراءات والروايات والطرق التي تصل إلى الثمانين طريقاً تحقيقاً، وتتشعب هذه الثمانون إلى تسعمائة وثمانين طريقاً، حيث لم يعد الناظم للشاطبي وأمثاله إلى صاحب التيسير وغيره سوى طريقٍ واحد، حيث قال في نشره: «فلو عددنا طرقنا وطرقهم لتجاوزت الألف».
كما أنها حوت على نُبْذة من علم التجويد، ونُبْذة من علم الوقف والابتداء، وباب إفراد القراءات وجمعها، فحوت على أصول هذا الفن وقواعده وعلى مسائل وفرائد عزيزة.
وتبرز أهميتها أيضاً أنها من المصادر الأصيلة المقروء بها اليوم، ومرجع لمن أراد القراءة بـالعشر الكبرى.

## نبذة عن المؤلف
هو محمد بن محمد بن محمد بن علي بن يوسف، أبو الخير، شمس الدين، العمري الدمشقي ثم الشيرازي الشافعي، الشهير بابن الجزري (751-833هـ = 1350-1429م)، شيخ الإقراء في زمانه، من حفاظ الحديث، ولد ونشأ في دمشق، وابتنى فيها مدرسة سماها (دار القرآن) ورحل إلى مصر مرارا، ودخل بلاد الروم، وسافر مع تيمورلنك إلى ما وراء النهر، ثم رحل إلى شيراز فولي قضاءها، ومات فيها، نسبته إلى (جزيرة ابن عمر).

## زمن تأليف المنظومة
ابتدأ المؤلّف في هذا النظم آخر رجب سنة (798 هـ) بعد أن وصل إلى الرّوم، أي: بعد أن شرع في تأليف النشر بخمسة أشهر تقريباً، ثم انتهى من نظم الطيبة في شعبان من نفس السنة، حيث قال:
ثم ختم النشر في ذي الحجّة من نفس السنة، أي بعد الانتهاء من نظم الطيبة بأربعة أشهر تقريباً، حيث قال في آخر النشر: وهذا آخر ما قدر الله جمعه وتأليفه من كتاب نشر القراءات العشر، وابتدأت في تأليفه في أوائل شهر ربيع الأول سنة تسع وتسعين وسبعمائة بمدينة بورصة، وفرغ منه في ذي الحجة من السنة المذكورة.

## من أشهر وأجود طبعاتها
- طبعة بضبط وتصحيح ومراجعة الشيخ محمد تميم الزعبي، طُبعت عن طريق مكتبة دار الهدى بالمدينة المنورة، الطبعة الأولى، 1414هـ، وآخرها مطبوع بدار ابن الجزري بالمدينة المنورة ودار الغوثاني بدمشق، الطبعة الخامسة، 1433هـ.
- طبعة بتحقيق وضبط وتعليق الدكتور أيمن سويد، طُبعت عن طريق مكتبة ابن الجزري، بدمشق، سوريا، الطبعة الأولى عام 1433هـ.
أخرجها المحقق[د.أيمن سويد] عن خمس نسخ خطية، أولاها: قرئت على الناظم وعليها خطه وإجازته، والثانية: مقابلة على الأصل المنسوخ والمصحح على الناظم وعليها خطه والمقابِلُ شيخ القراء وتلميذ الناظم وهو ابن عمران الحنفي، والثالثة والرابعة: متأخرتان، والأخيرة: نسخة لعلها لابن الناظم وعليها إجازة بخط الناظم وهي على نفاستها أخرها المحقق لكونها كتبت سنة 800هـ قبل وفاة الناظم بأزيد من 30سنة فهي إصدار قديم للمنظومة وفيها مغايرات متعددة وضحها المحقق، وقد اعتنى بإخراجها في أبهى حلة فجعل كلام الناظم باللون الأسود والآيات بالأزرق والرموز والواو الفاصلة والقراء ورواتهم بالأحمر.
وقد جاء الكتاب على النحو الآتي:
المنظومة في الكتاب من ص 1-102 وجعل المحقق في كل صفحة عشرة أبيات، والصفحة الأخيرة فيها خمسة أبيات فالمجموع (1015) بيتاً، ثم الهوامش إلى 110، ثم شرح الكلمات الغريبة الواردة في المتن إلى 150، ثم فهرس الشواهد التي جاءت في غير سورها إلى 208، ثم تعريف بالناظم مختصر إلى 211، ثم الرموز والمصطلحات في الطيبة إلى 216، وأخيراً الفهرس العام إلى 220).
- طبعة دار ابن حزم
- طبعة العلمية
- طبعة دار الهدى
- طبعة السلسلة العربية
- نسخة من برنامج مشكاة علوم القرآن.

## شروحات المنظومة[1]

### شروحات مرئية ومسموعة
- شرح الشيخ حافظ صانع
- شرح الشيخ يسري عوض
- شرح الشيخ إيهاب فكري
- شرح الشيخ أحمد أبو العلا
- شرح الشيخ وفائي عبد الرزاق
- شرح الشيخ مصطفى القصاص

### شروحات مكتوبة
- شرح ابن الناظم
- شرح النويري
- شرح محمد محيسين (الهادي)
- شرح محمد بن حسن المنير السمنودي
- شرح محمد محفوظ الترمسي، والمسمى بـ: «غنية الطلبة، بشرح الطيبة»